# End Game (Film)
End Game (deutscher Alternativtitel: End Game – Tödliche Abrechnung) ist ein US-amerikanisch-kanadischer Action-Thriller von Andy Cheng aus dem Jahr 2006.
Das Studio war Millennium Films im Verleih der Metro-Goldwyn-Mayer; der Film erschien direkt auf DVD.

## Handlung
Personenschützer Alex Thomas wird in die Hand geschossen, als er erfolglos versucht, den US-Präsidenten vor der Kugel eines Attentäters zu beschützen. Die hartnäckige Zeitungsreporterin Kate Crawford entdeckt mit seiner Hilfe eine Verschwörung hinter dem vermeintlichen Einzeltäter. Agent Thomas durchlebt zahlreiche Flashbacks und Explosionen.

## Drehorte
Obwohl er in Washington, D.C. spielt, wurde End Game tatsächlich in Spokane gefilmt. Washington selbst ist nur in Luftaufnahmen zu sehen. Teile von End Game wurden auf dem Campus der Gonzaga University gedreht.